# Liste der Kulturdenkmäler in Tellig
In der Liste der Kulturdenkmäler in Tellig sind alle Kulturdenkmäler der rheinland-pfälzischen Ortsgemeinde Tellig aufgeführt. Grundlage ist die Denkmalliste des Landes Rheinland-Pfalz (Stand: 21. September 2023).

## Einzeldenkmäler
| Bezeichnung                                    | Lage                        | Baujahr                    | Beschreibung | Bild                                    |
| ---------------------------------------------- | --------------------------- | -------------------------- | --- | --------------------------------------- |
| Brunnen                                        | Hauptstraße                 | 1720                       | Brunnen, Basalt, bezeichnet 1720 | Direkt Bild zu diesem Denkmal hochladen |
| Katholische Kirche St. Cornelius und Cyprianus | Hauptstraße 16 Lage         | 1862–65                    | dreischiffige neugotische Halle, 1862–65, Architekt Vincenz Statz, Köln; Kampanile, 1933; Gesamtanlage mit Pfarrhaus und Scheune            | weitere Bilder Fotos hochladen          |
| Pfarrscheune                                   | Hauptstraße, zu Nr. 16 Lage | 15. Jahrhundert            | Pfarrscheune; Putzbau mit Maßwerkfenstern, 15. Jahrhundert, Fachwerk-Drempel, Portal bezeichnet 1706; Gesamtanlage mit Kirche und Pfarrhaus | Fotos hochladen                         |
| Pfarrhaus                                      | Hauptstraße 17 Lage         | Mitte des 19. Jahrhunderts | ehemaliges Pfarrhaus; Putzbau, Mitte des 19. Jahrhunderts; Gesamtanlage mit Kirche und Scheune                                              | Fotos hochladen                         |